# Elophos coelibaria
Elophos coelibaria är en fjärilsart som beskrevs av Achille Guenée 1858. Elophos coelibaria ingår i släktet Elophos och familjen mätare. Inga underarter finns listade i Catalogue of Life.